# 삼색 칠하기 가능

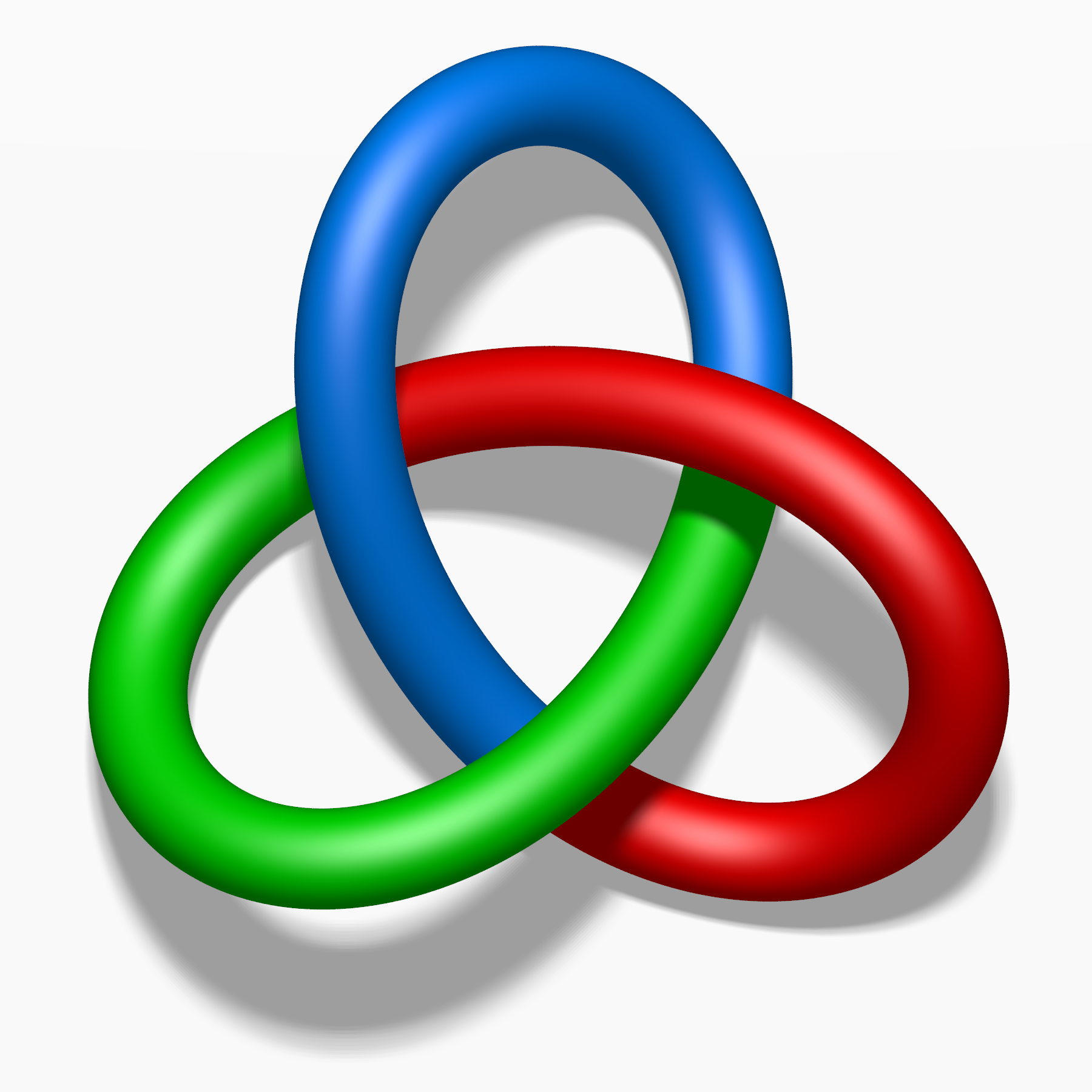
세 가지 색으로 색칠된 세잎매듭.

매듭 이론에서 매듭의 삼색 칠하기 가능(영어: tricolorablity)은 특정 규칙에 따라 매듭이 세 가지 색으로 색칠될 수 있는지의 여부이다. 삼색 칠하기 가능성은 매듭 불변량이므로 두 개의 다른 매듭을 구별하는 데 사용할 수 있다. 특히 풀린매듭은 삼색 칠하기가 불가능하므로 삼색 칠하기 가능한 매듭은 필연적으로 자명하지 아니하다

## 삼색 칠하기 규칙
이 규칙에서 매듭 다이어그램의 가닥은 하나의 교차에서 다음 교차로 가는 끈의 일부이다. 매듭 다이어그램의 각 가닥이 다음 규칙에 따라 세 가지 색 중 하나로 색칠될 수 있는 경우 매듭은 삼색 칠하기 가능이다.
1. 최소한 두 가지 색상을 사용해야 한다.
2. 각 교차점에서 세 개의 가닥은 모두 같은 색이거나 모두 서로 다른 색이다.
일부 문헌에서는 세 가지 색상을 모두 사용해야 한다고 명시한다. 매듭의 경우 이는 위의 정의와 동일하고, 연환의 경우 그렇지 않다.
세잎매듭과 호프 연환은 삼색 칠하기 가능이지만 풀린매듭, 화이트헤드 연환 및 8자매듭은 그렇지 않다. 라이데마이스터 변형은 삼색 칠하기 가능성을 보존하므로 삼색 칠하기 가능성은 매듭 투영의 선택에 의존하지 않는다.

## 예
다음은 삼색 칠하기 규칙에 따라 매듭을 색칠하는 방법의 예이다. 관습적으로 매듭 이론가들은 빨강, 초록, 파랑을 사용한다.

### 삼색 칠하기가 불가능한 매듭의 예
할머니 매듭은 삼색 칠하기 가능이다. 이 색칠에서 모든 교차점의 세 가닥에는 세 가지 다른 색이 있다. 그림의 세잎매듭 중 하나만을 모두 빨간색으로 칠하는 것도 허용 가능한 색칠이다. 진정한 연인 매듭(영어: true lover's knot)도 삼색 칠하기 가능이다.
9개 미만의 교차가 있는 삼색 칠하기 가능 매듭에는 61, 74, 77, 85, 810, 811, 815, 818, 819, 820, 821이 있다.
8자매듭은 삼색 칠하기 가능이 아니다. 표시된 다이어그램에서 각 가닥 쌍이 일부 교차점에서 만나는 4개의 가닥이 있다. 세 가닥의 가닥이 같은 색이면 모든 가닥이 같은 색이 되어야 한다. 그렇지 않으면 이 네 가닥의 각각에 고유한 색상이 있어야 한다. 삼색성은 매듭 불변량이므로 다른 다이어그램 중 어느 것도 삼색 칠하기가 가능하지 않다.

## 동위 불변량
삼색 칠하기 가능은 동위에 관계없이 일정하게 유지되는 매듭 또는 연환의 성질인 동위 불변량이다. 이것은 라이데마이스터 변형을 조사하여 증명할 수 있다. 각 라이데마이스터 변형은 삼색 칠하기 가능성에 영향을 주지 않고 수행될 수 있으므로 삼색 칠하기 가능성은 동위 불변이다.
| 라이데마이스터 변형 I은 삼색 칠하기 가능성을 보존한다. | 라이데마이스터 변형 II은 삼색 칠하기 가능성을 보존한다. | 라이데마이스터 변형 III은 삼색 칠하기 가능성을 보존한다. |
| ------------------------------------------------------ | ------------------------------------------------------- | -------------------------------------------------------- |
|                                                        |                                                         |                                                          |

## 성질
삼색 칠하기 가능성은 이분법 분류이기 때문에(연환은 삼색 칠하기 가능이든지 불가능이다.) 상대적으로 약한 불변량이다. 삼색 칠하기 가능 매듭과 다른 매듭의 합성은 항상 삼색 칠하기 가능이다. 불변성을 강화하는 방법은 가능한 삼색 칠하기의 수를 세는 것이다. 이 경우 최소 2가지 색상이 사용된다는 규칙이 완화되고, 이제 모든 연환에 3가지 이상의 삼색 칠하기가 존재한다(모든 호에 동일한 색을 칠하는 경우). 이 경우 연환에 삼색 칠하기가 3개 이상 있으면 삼색 칠하기 가능이다.
삼색 칠하기 가능한 분리 구성 요소가 있는 분리 가능한 연환도 삼색 칠하기 가능이다.

### 원환면 매듭에서
원환면 매듭 또는 연환 {\displaystyle (m,n)}이 삼색 칠하기 가능이면 자연수 {\displaystyle i}와 {\displaystyle j}에 대해 {\displaystyle (jm,in)} 및 {\displaystyle (in,jm)}도 삼색 칠하기 가능이다.

## 같이 보기
- 폭스 n-색칠(영어판)
- 그래프 색칠

## 추가 자료
- Weisstein, Eric Wolfgang. “Three-Colorable Knot”. 《Wolfram MathWorld》 (영어). Wolfram Research. Accessed: May 5, 2013.